# Leirvík község
Leirvík község (feröeriül: Leirvíkar kommuna) egy megszűnt község Feröeren. Eysturoy keleti részén fekszik.

## Történelem
A község 1918-ban jött létre Eysturoy egyházközség szétválásával.
2009. január 1-jén összeolvadt Gøta községgel, így jött létre Eystur község.

## Önkormányzat és közigazgatás

### Települések
| Település | Mióta a község része | Előző község          | Meddig a község része | Következő község | Megjegyzés         |
| --------- | -------------------- | --------------------- | --------------------- | ---------------- | ------------------ |
| Leirvík   | 1918                 | Eysturoy egyházközség | 2008. december 31.    | Eystur község    | A község székhelye |

### Polgármesterek
- Fríðgerð Heinesen ( – 2008)[3]

## Népesség
| Év              | Lakosság |
| --------------- | -------- |
| 1986. január 1. | 803      |
| 1991. január 1. | 836      |
| 1996. január 1. | 740      |
| 2001. január 1. | 820      |
| 2006. január 1. | 864      |

### Külső hivatkozások
- Digitális térkép (feröeri)